# اداموا، بخش سپلنو
اداموا، بخش سپلنو (به لاتین: Adamowo, Sępólno County) در لهستان است که در Gmina Więcbork واقع شده‌است.

## خصوصیات
اداموا ۱۲۰ نفر جمعیت دارد.